# Евакуација из Чапљине
Евакуација из Чапљине била је војна операција у рату у Босни и Херцеговини коју је извела ЈНА против хрватских и бошњачких снага. Циљ ове операције био је евакуација 170 цивила и војника из касарне близу Чапљине Ми-8 хеликоптерима, која је била под опсадом две недеље. ЈНА је 23. априла евакуисала војнике и цивиле без икаквих губитака.

## Позадина
Касарна је била под опсадом и сталним нападима 14 дана од стране хрватских и бошњачких војника. Због тога је, пре плана за евакуацију 170 Срба хеликоптерима, Момчило Перишић покушао да преговара са Слободаном Праљком о деблокади касарне, али је Слободан Праљак је то одбио. Остављајући Момчила без избора, командант 13. Билећког корпуса, генерал Момчило Перишић, наредио је да се изврши евакуација борбом. Планирано је да евакуација особља, од тренутка слетања летелица, прикупљања и укрцавања, до полетања последњег авиона, траје 12 минута, јер се предвиђало да ће војници и цивили у касарни имати довољно времена да покупе опрему и потрче ка хеликоптерима.

## Ток операције
Дарума 23. априла 1992. године шест хеликоптера је полетело са хелиодрома Јасеница у Мостару, а три са хелиодрома Ортијеш. Сваки авион је имао посаду од два пилота и једног механичара, који су добровољно учествовали у акцији. Уз њих, 25 падобранаца из 63. падобранске бригаде распоређено је у хеликоптере са задатком да обезбеде, заштите и евакуишу цивиле и војнике из касарне.
Жестока артиљеријска припрема за напад почела је у 16:45 и трајала до 17:00. Паралелно са артиљеријским дејствима, хеликоптери Ми-8 полетели су у 16:45, јер је процењено да ће лет од Мостара до Чапљине трајати око 16 минута. Команда касарне у Чапљини је обавештена да ће бити евакуисана хеликоптерима само 10 минута пре њиховог слетања, у тренутку када су хеликоптери већ били на путу ка Чапљини.
Сви војници АРБиХ, ХОС, ХВО и ХВ из Чапљине подигнути су у високу приправност. Осам хеликоптера и 16 падобранаца слетели су око касарне, евакуишући и извлачећи 170 војника и цивила, који су били исцрпљени од борби и само су желели да напусте касарну. Тих 170 људи из касарне трчало је ка хеликоптерима са сандуцима муниције и комплетима за прву помоћ, док су падобранци чували њихова леђа. Отворена је ватра на хеликоптере из зграда око касарне, што је изазвало пуцњаву између ЈНА и хрватско-бошњачких војника.
Хрватски војници су гађали Србе артиљеријом, а они су користили касарну као заклон. Неколико метака погодило је кабину једног хеликоптера, али су пилоти остали неповређени. У другом случају, пилот је кроз бочни прозор отворио ватру из пиштоља „шкорпион“ на непријатеље који су се приближавали касарној. Евакуација је изведена за само 8 минута, краће од предвиђених 12 минута, а у 17:10 је полетео и последњи хеликоптер. Хрватско–бошњачке снаге покушале су да оборе хеликоптере ЈНА противваздухопловним нападом, али нису успеле.
У овој акцији је оборен рекорд у броју људи транспортованих једним Ми-8 хеликоптером, јер је у њему било 43 војника, чиме су оборене све претходне процене о капацитету транспорта овог типа летелице. Чак су морали да избаце сву опрему, ранчеве, торбе и оружје из хеликоптера.

## Последице
Хеликоптери су се вратили у Мостар без губитака. Иако је један хеликоптер стигао са само једним мотором, успешно је довезао војнике и цивиле. Због тајности саме операције команди опкољене касарне у Чапљини је објављено за почетак операције тек кад су летелице биле у ваздуху.
Поједни војници који су били на историјским позицијама одбране опкољеног објекта нису имали правовремену информацију шта се дешава, па је због тога око 25 војника остало у касарима и њих су хрватске паравојне снаге заробиле, потрпале у аутобусу и одвезли у Метковиће, где је њихова голгота у заробљеништву је трајало 117 дана док нису размењени.